# Rejon dmitrijewski (obwód kurski)
Rejon dmitrijewski (ros. Дмитриевский район) – jednostka administracyjna wchodząca w skład obwodu kurskiego w Rosji.
Centrum administracyjnym rejonu jest miasto Dmitrijew.

## Geografia
Powierzchnia rejonu wynosi 1269,54 km², co stanowi 4,26 proc. całego obwodu.
Graniczy z innymi rejonami obwodu kurskiego: żeleznogorskim, konyszowskim, chomutowskim oraz z komaryckim i siewskim obwodu briańskiego.
Głównymi rzekami rejonu są: Swapa, Charasieja.

## Historia
Rejon powstał w roku 1928, a w skład nowo powstałego obwodu kurskiego wszedł w 1934.

## Demografia
W 2018 rejon zamieszkiwało 14 464 mieszkańców, z czego 6430 na terenach miejskich.

## Miejscowości
W skład rejonu wchodzi: 1 osiedle typu miejskiego, 19 sielsowietów i 123 wiejskie miejscowości.